# Canis lupus hattai
Canis lupus hattai és una subespècie extinta del llop (Canis lupus). que habitava a Hokkaido, Sakhalín, Kamtxatka i les illes Kurils. Menjava cèrvids, conills i aus. Un gran nombre de cérvols hi va morir de fam l'any 1878 a causa d'una forta nevada i això, conjuminat amb el fet que els agricultors enverinaven els llops amb estricnina per considerar-los una amenaça pel seu bestiar, va conduir finalment a la seva extinció el 1889.